# Matos
Matos, właśc. Samuel Pereira de Matos (ur. 15 maja 1933 w Rio de Janeiro) – brazylijski piłkarz, występujący na pozycji napastnika.

## Kariera klubowa
Matos występował w Vitórii Salvador.

## Kariera reprezentacyjna
W reprezentacji Brazylii Matos zadebiutował 15 września 1957 w przegranym 0-1 meczu z reprezentacją Chile, którego stawką było Copa Bernardo O’Higgins 1957. Drugi i ostatni raz w reprezentacji wystąpił 18 września 1957 w zremisowanym 1-1 meczu z reprezentacją Chile. Matos w 15 min. strzelił bramkę w tym meczu.